# Lista najwyższych kościołów w Polsce
W Polsce od setek lat budowano kościoły. Wiele z nich odznacza się wielkością i strzelistością wież i stanowi najbardziej znaczący punkt w panoramie miasta. Najwyższe katedry gotyckie świata przekraczają 150 metrów wysokości i niektóre z nich w XIX wieku były najwyższymi budowlami świata, ale w Polsce również istnieją wzniosłe budowle sakralne.
Poniższa lista przedstawia najwyższe polskie kościoły, których wysokość wynosi przynajmniej 50 metrów.

## Lista kościołów mających przynajmniej 50 metrów wysokości
Lista może być niekompletna, jeżeli możesz dodaj brakujące kościoły, koniecznie ze źródłem danych
| Wysokość [m] | Zdjęcie | Nazwa                                                                                  | Zakończenie budowy          | Miasto                               | Uwagi |
| ------------ | ------- | -------------------------------------------------------------------------------------- | --------------------------- | ------------------------------------ | --- |
| 141,50       |         | Bazylika Najświętszej Maryi Panny Licheńskiej                                          | 2004                        | Licheń Stary                         | najwyższa wieża i kościół w Polsce |
| 110,18       |         | Bazylika Archikatedralna św. Jakuba                                                    | 2008                        | Szczecin                             | wieża katedralna z 1892 została zbombardowana w 1944, mierzyła wtedy 119,8 m |
| 106,30       |         | Bazylika jasnogórska                                                                   | 1906                        | Częstochowa                          | 89-metrowa podstawa wieży pochodzi z 1714, a resztę dobudowano w 1906; wieża jest odchylona od pionu o 78 cm |
| 104,50       |         | Archikatedra św. Stanisława Kostki                                                     | 1912                        | Łódź                                 | Najwyższy budynek w Łodzi |
| 102,63       |         | Kościół Mariacki                                                                       | 1854                        | Chojna                               | |
| 101,21       |         | Katedra św. Stanisława i św. Wacława                                                   | 1565                        | Świdnica                             | Najwyższa wieża na Śląsku. |
| 101,00       |         | Kościół parafialny Wniebowzięcia Najświętszej Maryi Panny                              | 1876                        | Bielawa                              | |
| 99,00        |         | Kościół św. Jana                                                                       | 1464; wieża 1892            | Stargard                             | |
| 97           |         | Archikatedra św. Jana Chrzciciela                                                      | 1272 (1992)                 | Wrocław                              | Najwyższy kościół we Wrocławiu |
| 97,00        |         | Katedra św. Mikołaja                                                                   | ok. 1247 (wieża 1907)       | Elbląg                               | Po pożarze kościoła w 1777 r. ponad 100-metrową wieżę rozebrano i w 1907 zbudowano nową. Najwyższy kościół po prawej stronie Wisły. |
| 95           |         | Bazylika św. Antoniego                                                                 | 1906                        | Rybnik                               | najwyższy kościół na Górnym Śląsku |
| 92,0         |         | Kościół św. Bartłomieja                                                                | XX wiek                     | Gliwice                              | najwyższy gliwicki kościół |
| 91,46        |         | Bazylika św. Elżbiety                                                                  | 1531–1535                   | Wrocław                              | w 1529 130 m wieża została zniszczona |
| 90,00        |         | Kościół Macierzyństwa Najświętszej Marii Panny                                         | 1370                        | Trzebiatów nad Regą                  | Jeden z najwyższych kościołów na Pomorzu Zachodnim. W średniowieczu wieża pełniła funkcje latarni morskiej. |
| 87,5         |         | Kościół Najświętszego Serca Pana Jezusa                                                | 1903                        | Olsztyn                              | |
| 86,00        |         | Kościół św. Katarzyny                                                                  | 1897                        | Toruń                                | |
| 86,00        |         | Kościół Świętych Apostołów Piotra i Pawła                                              | 1902                        | Katowice                             | W latach 1925–1955 pełnił funkcję kościoła katedralnego. |
| 85,00        |         | Bazylika katedralna Wniebowzięcia Najświętszej Maryi Panny                             | 1411                        | Włocławek                            | Wieże nadbudowane pod koniec XIX wieku podczas prac regotyzacyjnych |
| 83,5         |         | Bazylika Matki Boskiej Anielskiej                                                      | 1900                        | Dąbrowa Górnicza                     | |
| 83,5         |         | Kościół Mariacki                                                                       | 1292                        | Stargard                             | kościół z najwyżej położonym sklepieniem w Polsce – 32,5 m |
| 83           |         | Kościół Najświętszej Maryi Panny Królowej Różańca Świętego                             | 1976                        | Gdańsk                               | |
| 82           |         | Kościół Mariacki                                                                       | 1397                        | Kraków                               | obydwie wieże ukończone w 1406. Wieża południowa ma wys. 69 m. |
| 82           |         | Bazylika Mariacka Wniebowzięcia Najświętszej Maryi Panny                               | 1502                        | Gdańsk                               | największy gotycki ceglany kościół na świecie |
| 80           |         | Kościół św. Michała Archanioła                                                         | 1871                        | Wrocław                              | |
| 80           |         | Kolegiata NMP Bolesnej i św. Aniołów Stróżów                                           | 1904                        | Wałbrzych                            | |
| 80           |         | Bazylika archikatedralna Świętej Rodziny                                               | 1997                        | Częstochowa                          | |
| 80           |         | Kościół św. Mateusza                                                                   | XX                          | Łódź                                 | najwyższy kościół protestancki w Polsce |
| 78,00        |         | Kościół św. Rocha                                                                      | 1946                        | Białystok                            | |
| 78,00        |         | Kościół Narodzenia Najświętszej Marii Panny                                            | 1908                        | Szczecinek                           | Najwyższy kościół w Szczecinku |
| 78           |         | Kościół św. Karola Boromeusza we Wrocławiu                                             | 1913                        | Wrocław                              | |
| 78           |         | Kościół Wniebowzięcia Najświętszej Maryi Panny                                         | 1320                        | Chełmno                              | |
| 78           |         | Kościół Przemienienia Pańskiego                                                        | 1902                        | Drezdenko                            | Najwyższy kościół w woj. lubuskim |
| 78           |         | Kościół św. Augustyna                                                                  | 1909                        | Wrocław                              | |
| 77,00        |         | Kościół Zwiastowania Najświętszej Marii Panny                                          | 1901                        | Inowrocław                           | |
| 77           |         | Sanktuarium Bożego Miłosierdzia                                                        | 2002                        | Kraków                               | |
| 77           |         | Kościół św. Katarzyny Aleksandryjskiej                                                 | 1909                        | Grybów                               | |
| 76           |         | Kościół św. Stanisława Biskupa w Warszawie                                             | 1903                        | Warszawa                             | |
| 76           |         | Kościół św. Katarzyny                                                                  | XVII wiek                   | Gdańsk                               | |
| 75,6         |         | Kościół Niepokalanego Poczęcia Najświętszej Maryi Panny                                | 1866                        | Szczecin                             | |
| 75,5         |         | Katedra św. Apostołów Piotra i Pawła                                                   | 1900                        | Gliwice                              | |
| 75           |         | Kościół św. Andrzeja Boboli                                                            | 1902                        | Bydgoszcz                            | Najwyższy budynek Bydgoszczy |
| 75           |         | Katedra Niepokalanego Poczęcia Najświętszej Maryi Panny                                | 1912                        | Siedlce                              | |
| 75           |         | Kościół Zmartwychwstania Pańskiego                                                     | połowa XV w.                | Drawsko Pomorskie                    | |
| 75           |         | Kościół Przemienienia Pańskiego                                                        | 1914                        | Garbów                               | Najwyższy kościół w województwie lubelskim. |
| 75           |         | Kościół Jezusowy                                                                       | 1772                        | Cieszyn                              | |
| 75           |         | Kolegiata Wniebowzięcia Najświętszej Maryi Panny                                       | 1842                        | Głogów                               | |
| 75           |         | Kościół św. Marii Magdaleny                                                            | 1892                        | Chorzów                              | |
| 75           |         | Kościół św. Mikołaja                                                                   | 1902                        | Racibórz                             | |
| 75           |         | Świątynia Opatrzności Bożej                                                            | 2016                        | Warszawa                             | |
| 75           |         | Bazylika katedralna św. Michała i św. Floriana                                         | 1904                        | Warszawa                             | W latach 20. XX wieku konstrukcja wysokich wież została naruszona, toteż zostały one obniżone. |
| 74           |         | Kościół św. Józefa                                                                     | 1909                        | Kraków-Podgórze                      | |
| 74           |         | Bazylika Konkatedralna Wniebowzięcia Najświętszej Maryi Panny                          | 1301                        | Kołobrzeg                            | |
| 73           |         | Kościół Wniebowzięcia Najświętszej Maryi Panny                                         | 1901                        | Chorzów                              | |
| 73           |         | Katedra Podwyższenia Krzyża Świętego                                                   | 1899                        | Opole                                | |
| 73           |         | Kościół Matki Bożej Królowej Korony Polskiej                                           | 1921                        | Gdańsk-Oliwa                         | |
| 73           |         | Kościół św. Jacka                                                                      | 1908                        | Legnica                              | |
| 72,50        |         | Katedra Wniebowzięcia Najświętszej Maryi Panny                                         | 1900                        | Białystok                            | |
| 72,00        |         | Bazylika katedralna Opieki Najświętszej Maryi Panny                                    | pocz. XX wieku              | Radom                                | wybudowana na przełomie XIX/XX wieku w stylu neogotyckim |
| 72           |         | Kościół św. Mikołaja                                                                   | 1889                        | Nowa Ruda                            | |
| 72           |         | Kościół Najświętszego Serca Jezusowego                                                 | 1990                        | Włocławek                            | |
| 72           |         | Katedra polskokatolicka św. Marii Madaleny                                             | 1232                        | Wrocław                              | |
| 72           |         | Kościół św. Michała Archanioła                                                         | 1268/1449                   | Grodków                              | Prezbiterium należy do najstarszych budowli tego typu na Śląsku. Wieża w całości murowana z cegły wraz z 30 m. iglicą. Należy do najwyższych budowli ceglanych w tej części europy.                                                                  |
| 72           |         | Bazylika archikatedralna św. Stanisława i św. Wacława                                  | 1364                        | Kraków                               | Wysokość wieży zegarowej |
| 72           |         | Bazylika Katedralna Narodzenia Najświętszej Maryi Panny                                | 1898                        | Tarnów                               | |
| 71           |         | Bazylika Wniebowzięcia Najświętszej Maryi Panny                                        | 1735                        | Krzeszów                             | |
| 71           |         | Bazylika archikatedralna Wniebowzięcia Najświętszej Maryi Panny i św. Jana Chrzciciela | 1571, wieża 1764            | Przemyśl                             | Największa świątynia województwa podkarpackiego |
| 71           |         | Kościół Niepokalanego Poczęcia Najświętszej Marii Panny                                | 1870                        | Katowice                             | |
| 71           |         | Kościół św. Jakuba i św. Agnieszki                                                     | 1430                        | Nysa                                 | Po Bazylice Mariackiej w Gdańsku jest to ceglany gotycki kościół o największej kubaturze w Polsce. Dach tej świątyni ma 4 tys. m² powierzchni i jest najbardziej spadzisty w europie a kalenica dachu sięga 56 m. Każda z naw ma po 27 m. wysokości. |
| 70           |         | Bazylika Bożego Ciała                                                                  | 1405                        | Kraków                               | Najwyższy kościół na Kazimierzu |
| 70           |         | Kościół Świętych Apostołów Piotra i Pawła                                              | 1899                        | Piekary Śląskie                      | |
| 70           |         | Kościół Najświętszego Zbawiciela                                                       | 1914                        | Ryki                                 | |
| 70           |         | Kościół Najświętszego Zbawiciela                                                       | 1869                        | Poznań                               | |
| 70           |         | Bazylika konkatedralna św. Jakuba                                                      | XIV wiek                    | Olsztyn                              | |
| 70           |         | Kościół św. Tomasza Apostoła                                                           | 1911                        | Sosnowiec                            | |
| 70           |         | Bazylika Kolegiacka św. Andrzeja Apostoła                                              | 1301                        | Olkusz                               | |
| 70           |         | Kościół Najświętszej Marii Panny Królowej Polski                                       | 1994                        | Świdnica                             | |
| 70           |         | Kościół Najświętszego Serca Pana Jezusa                                                | 1891                        | Mysłowice                            | |
| 70           |         | Kościół św. Jakuba Apostoła                                                            |                             | Zduny                                | |
| 70           |         | Kościół Matki Bożej Pocieszenia                                                        | 1900                        | Żyrardów                             | wieże liczą „ponad” 70 m. |
| 70           |         | Cerkiew św. Ducha                                                                      | trwa, wieża 2012            | Białystok                            | Wysokość wieży |
| 69           |         | Kolegiata św. Krzyża i św. Bartłomieja                                                 | 1477                        | Wrocław                              | |
| 69           |         | Kościół św. Franciszka Serafickiego                                                    | 1473, wieże około 1730      | Poznań                               | |
| 68           |         | Kościół św. Jana Pawła II                                                              | 2016                        | Kraków                               | |
| 68           |         | Kościół bł. Karoliny Kózkówny                                                          | 1996                        | Tarnów                               | Drugi co do wysokości kościół w Tarnowie |
| 68           |         | Kościół św. Stanisława                                                                 | XIV wiek                    | Wschowa                              | |
| 68           |         | Kościół Matki Boskiej Królowej Polski                                                  | 1975                        | Elbląg                               | |
| 68           |         | Kościół Najświętszej Maryi Panny Różańcowej                                            | 1904                        | Pabianice                            | |
| 67           |         | Bazylika św. Katarzyny Aleksandryjskiej                                                | XIV wiek                    | Braniewo                             | |
| 67           |         | Kościół Miłosierdzia Bożego                                                            | 2001                        | Dębica                               | |
| 67           |         | Kościół Świętego Ducha                                                                 | 1981                        | Mielec                               | |
| 67           |         | Kościół św. Jana Chrzciciela                                                           | 1912                        | Bielsk (województwo mazowieckie)     | |
| 66,4         |         | Kolegiata Świętych Apostołów Piotra i Pawła i św. Michała Archanioła                   | II połowa XIV wieku         | Lidzbark Warmiński                   | Wieżę zachodnią początkowo drewnianą wybudowano około 1400 roku, później podwyższono około 1530. Obecnie wieża posiada 5 kondygnacji i góruje nad miastem.                                                                                           |
| 66           |         | Kościół Najświętszego Serca Jezusowego                                                 | 1908                        | Bóbrka                               | Witraże w kościele zostały zaprojektowane i wykonane w pracowni Stefana Matejki – bratanka słynnego malarza Jana Matejki. |
| 66           |         | Kolegiata Najświętszego Serca Jezusowego                                               | 1911                        | Gdańsk-Wrzeszcz                      | |
| 66           |         | Kościół Najświętszego Serca Pana Jezusa                                                | 1952                        | Gdynia                               | Najwyższy kościół trójmiasta |
| 65           |         | Bazylika św. Wincentego á Paulo                                                        | 1939                        | Bydgoszcz                            | |
| 65           |         | Kościół Świętego Antoniego Padewskiego                                                 | 1925                        | Jedlicze                             | Najwyższy budynek miasta |
| 65           |         | Kościół Najświętszego Serca Pana Jezusa                                                | 1951                        | Nowy Targ                            | Najwyższy budynek miasta |
| 64           |         | Kościół św. Stanisława Biskupa Męczennika                                              | 1919 (wieża 1985)           | Postoliska                           | |
| 64           |         | Kościół Świętego Ducha                                                                 | 1756, wieża 1899            | Toruń                                | Drugi co do wysokości budynek w Toruniu |
| 64           |         | Kościół Chrystusa Dobrego Pasterza                                                     | 1998                        | Krościenko nad Dunajcem              | |
| 64           |         | Kościół św. Jana Ewangelisty                                                           | 1350                        | Paczków                              | Pierwotnie wieża wznosiła się na wysokość blisko 120 m. Kościół przebudowano na obronny. Rzadki przykład budowli sakralnej tego typu. We wnętrzu w jednej z naw studnia.                                                                             |
| 64           |         | Kościół św. Pawła Apostoła                                                             | 1912                        | Ruda Śląska – Nowy Bytom             | |
| 63,3         |         | Kościół Trójcy Świętej                                                                 | 1861                        | Lubań                                | |
| 63           |         | Kościół Wszystkich Świętych                                                            | XVI wiek (wieża 1933)       | Gliwice                              | |
| 63           |         | Kościół Narodzenia Najświętszej Maryi Panny                                            | 1230                        | Złotoryja                            | |
| 63           |         | Bazylika prymasowska Wniebowzięcia Najświętszej Maryi Panny                            | 1952                        | Gniezno                              | |
| 63           |         | Bazylika katedralna Wniebowzięcia Najświętszej Maryi Panny                             | 1472                        | Pelplin                              | Wysokość z sygnaturką |
| 62           |         | Bazylika archikatedralna Świętych Apostołów Piotra i Pawła                             | XI wiek                     | Poznań                               | |
| 62           |         | Kościół św. Michała Archanioła                                                         | 1738                        | Prudnik                              | Najwyższy kościół Prudnika |
| 62           |         | Kościół Najświętszego Serca Jezusowego                                                 | 1909                        | Smolice                              | |
| 62           |         | Kościół św. Wawrzyńca                                                                  | XIII wiek (ob. wygląd 1907) | Strzelce Opolskie                    | |
| 62           |         | Kościół Marii Panny                                                                    | 1386                        | Legnica                              | |
| 62           |         | Kościół Zbawiciela w Wałbrzychu                                                        | 1788                        | Wałbrzych                            | Wieża kościoła zwieńczona była początkowo niewielką przysadzistą kopułą, zastąpiono nią podczas przebudowy w 1862-1864 strzelistą wieżą |
| 62           |         | Kościół św. Teresy i św. Jana Bosco                                                    | 1963                        | Łódź                                 | Najwyższa kopuła w Łodzi |
| 61           |         | Kościół Wniebowzięcia Najświętszej Maryi Panny                                         | 1923                        | Stoczek Łukowski                     | |
| 61           |         | Katedra św. Mikołaja                                                                   | 1912                        | Bielsko-Biała                        | |
| 60,55        |         | Kościół Niepokalanego Poczęcia Najświętszej Maryi Panny                                | 1864                        | Chrząstawa Wielka                    | |
| 60           |         | Kościół Świętej Trójcy                                                                 | 1886                        | Bytom                                | |
| 60           |         | Kościół św. Franciszka z Asyżu                                                         | 1911                        | Borki Wielkie                        | |
| 60           |         | Kościół Matki Bożej Częstochowskiej                                                    | XIV wiek                    | Darłowo                              | |
| 60           |         | Kościół Świętych Apostołów Piotra i Pawła                                              | XIV wiek, wieża 1895        | Pieniężno                            | |
| 60           |         | Konkatedra Narodzenia Najświętszej Maryi Panny i św. Jana Jerozolimskiego              | XV wiek                     | Żywiec                               | Najwyższy kościół Żywca |
| 60           |         | Kościół św. Katarzyny Aleksandryjskiej                                                 | 1924                        | Zgierz                               | |
| 60           |         | Bazylika Matki Boskiej Bolesnej                                                        | 1918                        | Limanowa                             | |
| 59           |         | Bazylika archikatedralna Chrystusa Króla                                               | 1955                        | Katowice                             | Pierwotnie kopuła miała mieć 97 m. |
| 59           |         | Konkatedra św. Jana Ewangelisty                                                        | XIV w.                      | Kwidzyn                              | |
| 58           |         | Kościół Podwyższenia Krzyża Świętego                                                   | XIV w. (wieża 1830)         | Sulechów                             | |
| 58           |         | Kościół garnizonowy Matki Boskiej Królowej Polski                                      | 1914                        | Olsztyn                              | |
| 57           |         | Kościół św. Jacka                                                                      | 1911                        | Bytom                                | |
| 57           |         | Kościół Podwyższenia Krzyża Świętego                                                   | 1770                        | Jelenia Góra                         | Wysokość do kuli krzyża |
| 57           |         | Kościół św. Jana Chrzciciela                                                           | 1370                        | Radom                                | |
| 57           |         | Kościół Najświętszego Serca Pana Jezusa                                                | 1948                        | Rogów                                | |
| 57           |         | Kościół św. Wacława                                                                    | 1916                        | Krzanowice                           | |
| 56,2         |         | Wieża kościelna przy kościele św. Piotra i św. Pawła                                   | 1910                        | Syców                                | |
| 56,00        |         | Kolegiata św. Jana Chrzciciela                                                         | XVII w.                     | Myślibórz                            | |
| 56           |         | Kościół św. Wawrzyńca                                                                  | XIV w.                      | Wołów                                | |
| 56           |         | Kościół Wniebowzięcia Najświętszej Maryi Panny                                         | 1928                        | Radlin                               | |
| 56           |         | Konkatedra św. Stanisława Biskupa                                                      | 1906                        | Ostrów Wielkopolski                  | |
| 56           |         | Kościół Dobrego Pasterza                                                               | 1909                        | Bytom                                | |
| 56           |         | Katedra Niepokalanego Poczęcia Najświętszej Maryi Panny                                | 1333                        | Koszalin                             | |
| 55,5         |         | Kościół Najświętszej Maryi Panny Królowej Polski                                       | 1990                        | Olecko                               | |
| 55           |         | Kościół św. Trójcy                                                                     | 1908                        | Legnica                              | |
| 55           |         | Kościół św. Walentego                                                                  | 1910                        | Konopiska                            | |
| 55           |         | Kościół Matki Bożej Dobrej Rady                                                        | 1957, wieża 2017            | Kraków                               | Przed ukończeniem budowy wieży liczyła ona 20 metrów |
| 54           |         | Kościół św. Mikołaja                                                                   | 1370                        | Brzeg                                | Kościół nazywany katedrą z racji rozmiarów. Jest to jedna z największych świątyń na Dolnym Śląsku. Kościół wznoszony na wzór świątyń św. Elżbiety i Marii Magdaleny we Wrocławiu. Nawa główna ma 30 m. wysokości.                                    |
| 54           |         | Kościół św. Katarzyny Aleksandryjskiej                                                 | 1887                        | Nowa Ruda                            | |
| 54           |         | Kościół Wszystkich Świętych                                                            | 1893                        | Warszawa                             | |
| 53,7         |         | Kościół św. Jana Chrzciciela                                                           | 1862                        | Smogorzów                            | |
| 53,2         |         | Kościół Wniebowzięcia Najświętszej Maryi Panny                                         | 1910                        | Wodzisław Śląski                     | |
| 53           |         | Bazylika św. Krzyża                                                                    | XVIII wiek                  | Warszawa                             | |
| 53           |         | Kościół Wniebowzięcia Najświętszej Maryi Panny                                         | początek 1897 roku          | Łódź                                 | |
| 52           |         | Katedra Wniebowzięcia Najświętszej Maryi Panny                                         | XIII wiek                   | Gorzów Wielkopolski                  | |
| 52           |         | Bazylika śś. Erazma i Pankracego                                                       | XVI wiek                    | Jelenia Góra                         | |
| 52           |         | Katedra Najświętszego Serca Pana Jezusa                                                | 1982                        | Rzeszów                              | |
| 52           |         | Bazylika katedralna św. Jana Chrzciciela i św. Jana Ewangelisty                        | XV wiek                     | Toruń                                | |
| 52           |         | Bazylika św. Trójcy                                                                    | 1789                        | Święty Krzyż                         | Wieża została odbudowana w 2014 |
| 52           |         | Kościół Niepokalanego Serca Najświętszej Maryi Panny                                   | 1852                        | Barlinek                             | Kościół z XII-XV wieku został zniszczony przez pożar i odbudowany w 1852 roku. |
| 52           |         | Kościół św. Trójcy                                                                     | 1912                        | Bydgoszcz                            | |
| 51,5         |         | Kościół Wniebowzięcia Najświętszej Maryi Panny                                         | 1498                        | Gryfice                              | Zniszczony 31 marca 1658 roku, odbudowywany w latach 1659–1668 |
| 51,2         |         | Kościół Najświętszej Maryi Panny Matki Kościoła                                        | 1996                        | Tczew                                | |
| 51           |         | Kościół św. Stanisława Biskupa i Męczennika                                            | 1913                        | Czeladź (miasto)                     | |
| 51           |         | Kościół św. Anny                                                                       | 1906                        | Kołaczyce                            | |
| 51           |         | Kościół św. Katarzyny Aleksandryjskiej                                                 | 1802 wieża(1873)            | Starogard Gdański                    | |
| 51           |         | Kościół Matki Bożej Szkaplerznej                                                       | 1907                        | Stalowa Wola                         | Najwyższy kościół powiatu stalowowolskiego |
| 50           |         | Kościół św. Antoniego Padewskiego                                                      | 1956                        | Częstochowa                          | |
| 50           |         | Kościół św. Katarzyny                                                                  | 1370                        | Brodnica                             | Pierwotnie planowano wzniesienie dwóch wież: północnej i południowej. Wybudowano tylko wieżę południową o wysokości 50 m. |
| 50           |         | Kościół św. Stanisława                                                                 | 1926                        | Chmielów                             | |
| 50           |         | Kościół Niepokalanego Poczęcia Najświętszej Maryi Panny                                | 1932                        | Kraków                               | |
| 50           |         | Kościół Świętych Apostołów Piotra i Pawła                                              | XV wiek                     | Reszel                               | |
| 50           |         | Bazylika filipinów                                                                     | 1698                        | Święta Góra (Głogówko koło Gostynia) | |
| 50           |         | Kościół św. Szczepana                                                                  | 1904                        | Toruń                                | |
| 50           |         | Bazylika kolegiacka Trójcy Przenajświętszej                                            | 1922                        | Myszyniec                            | |